# Pandenes
Pandenes ist ein Parroquia und ein Ort in der autonomen Region Asturien im Norden Spaniens.

Die 77 Einwohner (2011) leben in zwei Dörfern im Westen der Gemeinde Cabranes; Santa Eulalia ist der Verwaltungssitz (Hauptstadt) der Gemeinde (8,5 km entfernt) der Gerichtsbezirk ist Piloña.

## Verkehrsanbindung
- Nächster internationaler Flugplatz:  Flughafen Asturias und der Regionalflugplatz La Morgal.
- Haltestellen der FEVE und ALSA sind in jedem Ort.
- Die AS-255 (Nord/Süd) und die AS-334/335 (Ost/West) sind die Hauptverkehrsstraßen der Gemeinde. Über die AS-333 und die CB-7 kann man Pandenes direkt erreichen.

## Spezialitäten
Die regionale Küche in der Parroquia wie in der gesamten Gemeinde zeichnet sich durch deftige Eintöpfe wie die berühmte Fabada und herzhafte Schmorgerichte aus.
Die Gemeinde ist berühmt für Milchreis der hier in süßer oder deftiger Form zubereitet wird. Dem Milchreis ist sogar eine Festwoche gewidmet (Festival del Arroz con Leche).

## Sehenswürdigkeiten
- Kirche San Bartolomé in Pandenes

## Dörfer und Weiler im Parroquia
- Pandenes: 50 Einwohner 2011 43° 24′ 24″ N, 5° 28′ 22″ W
- Los Villares: 27 Einwohner 2011 43° 24′ 25″ N, 5° 27′ 32″ W